# جورج دراموند (لاعب كريكت)
جورج دراموند (3 مارس 1883 - 12 أكتوبر 1963)  (بالإنجليزية: George Drummond)‏ هو لاعب كريكت بريطاني (وحمل سابقاً جنسية المملكة المتحدة لبريطانيا العظمى وأيرلندا).

## وصلات خارجية
- جورج دراموند على موقع إي آس بي آن كريك إنفو (الإنجليزية)